# 祖國保衛軍
祖國保衛軍（縮寫）或稱瑪德爾戰鬥群（德語：Kampfgruppe Mäder）是第二次世界大戰末期於立陶宛倉促成軍、短暫存在的部隊，目標是對抗逐漸逼近的蘇聯紅軍。該部隊由當地立陶宛人組建，名義上隸屬於德意志國防軍，其德軍指揮官為海爾穆特·瑪德爾；瑪德爾原本希望能組建一個師，最後卻只組建兩個裝備簡陋、訓練不足的志願團，總數約6,000人。1944年10月7日，祖國防衛軍固守於塞達防禦陣地，對抗蘇聯紅軍近衛第6軍團第19裝甲師，損失慘重，向克萊佩達方向撤退。殘餘部隊在東普魯士重新整編，分配到數個德軍輕工兵部隊中。

## 成軍
蘇聯波羅的海第1方面軍參與巴格拉基昂行動，於1944年夏季挺進立陶宛東部邊境，並在波羅的海攻勢中持續挺進。蘇聯紅軍在其占領區強徵年輕男子入伍行軍。立陶宛人曾於1940年至1941年遭受蘇聯鎮壓，疏散至該國西部，並在薩莫吉希亞地區組成武裝團體。1944年7月28日，立陶宛軍官在皮耶奈村開會討論如何保衛立陶宛：一是加入德軍公開對抗蘇聯，二是組成游擊隊並發動游擊戰（如立陶宛解放军），表決後以微弱票數差距決定加入德軍。這些臨時建立的軍事單位組成祖國保衛軍，由伊茲多留斯·賈圖里斯上尉（Izidorius Jatulis）指揮。立陶宛人透過喬納斯·斯特波納維丘斯神父聯繫德意志國防軍第9軍團軍官海爾穆特·瑪德爾，瑪德爾同意立陶宛人成立祖國保衛軍，並供應武器和軍服。:144-150祖國保衛軍的參謀總部也從皮耶奈村遷至普林克斯村的農業學校校舍。

## 組織
立陶宛祖國保衛軍第1志願團由阿爾豐薩斯·烏爾博納斯少校（Alfonsas Urbonas）指揮，於1944年8月成軍；:144-1508月26日時，該團設有兩個營，約1,200人，但只有47名軍官。第2志願團由梅西斯·卡芮瓦中校指揮，於1944年9月成軍。當時曾計畫要組建第3志願團，吸收立陶宛輔助後備警察營殘部，並提升祖國保衛軍規模為師級，但最終並未實現。:144-150祖國保衛軍總人數約6,000人左右，並缺乏武器、無線電和其他軍備。:144-150

### 軍官與士兵
祖國保衛軍缺乏有經驗的軍官帶領，總計只有112名軍官，有實戰經驗者更少:144-150。該地區有5位立陶宛將軍收到徵召命令：卡齊斯·納瓦卡斯接受徵召，但只獲派為後勤供應及財務連指揮官；波維拉斯·普萊查維丘斯因指揮立陶宛國土防衛軍而入獄、剛獲釋不久，他也同意接受徵召，但要求德軍授權他全權指揮祖國保衛軍，德軍並未同意，普萊查維丘斯也因此拒絕入伍。另外三位將軍也都拒絕接受徵召，他們認為這將徒勞無功、徒增人命傷亡。至於士兵，多半是熱情但缺乏經驗的18歲至20歲年輕人，包括年方十七的瓦爾達斯·阿達姆庫斯、未來的立陶宛總統。

## 軍事行動

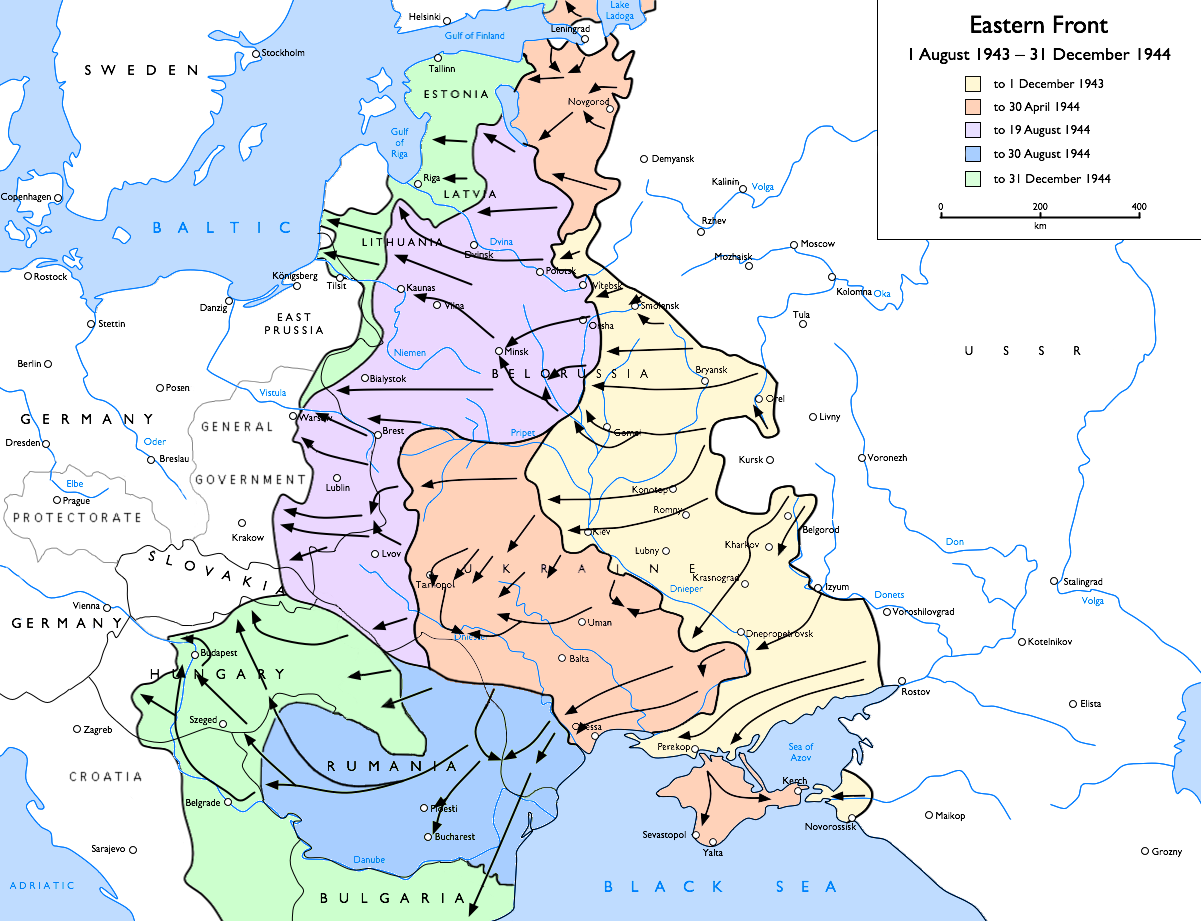
蘇聯紅軍於1943年8月1日至1944年12月31日間的攻勢圖：
1943年12月1日前
1944年4月30日前
1944年8月19日前
1944年12月31日前

祖國保衛軍成軍以後，著重防禦文塔河沿岸前線地區。1944年8月和9月對立陶宛來說相對平靜，因為蘇聯紅軍一方面進攻里加，一方面重新集結、整編，準備進攻克萊佩達。:144-150同年7月18日至9月19日間，立陶宛祖國保衛軍出版5期機關報：《立陶宛保衛者》；:144-150並設立急難救助金，援助戰爭難民，但優先援助該部隊軍眷。
1944年10月5日，蘇聯波羅的海第1方面軍發動梅梅爾攻勢，主要戰略目標是孤立德軍部隊、製造「庫爾蘭口袋」。祖國保衛軍負責防禦塞達（第1志願團）與巴斯提契亞（第2志願團）。德軍事前雖承諾增援，最後卻未履約。第1志願團由立陶宛輔助後備警察營第4營前指揮官普拉納斯·普濟尤納斯上校和柳達斯·諾庫斯中校指揮，兩人都有東線作戰經驗。然而，第1志願團的防禦陣地選址卻相當糟糕：該團在瓦爾杜瓦河200（660英尺）前挖掘戰壕，撤退時卻只有一座橋；:144-150德軍打算犧牲該部隊，爭取主力軍隊重新集結的時間。:144-150
同年10月7日，伊萬·德米特里耶維奇·瓦西里耶夫將軍指揮的蘇聯紅軍近衛第6軍團第19裝甲師進攻立陶宛北部城市塞達，立陶宛祖國保衛軍用反戰車榴彈發射器成功摧毀8輛蘇軍T-34戰車，但很快就耗盡彈藥、被迫撤退。該團損失約100人，大部分是在撤退途中、尤其是在橫越瓦爾杜瓦河時傷亡，另有約30人被蘇軍俘虜。:144-150蘇聯共產黨總書記約瑟夫·史達林於隔日（10月8日）發布第193號軍令，指出蘇軍在塞達遭遇強力抵抗，並表揚傑出的蘇聯士兵。:144-150
祖國保衛軍殘部撤退至巴斯提契亞，試圖重新集結，卻未成功。面對蘇軍追擊，祖國保衛軍只能向克雷廷加和克萊佩達方向撤退，過程中可能有多達一半官兵加入游擊隊。:144-150祖國保衛軍約有1,000人抵達東普魯士，並在該地重新整編為8個輕工兵連，負責在格但斯克、沃姆扎、呂貝克等地營建軍事防禦設施。

## 評價
總體而言，祖國保衛軍是立陶宛歷史上一項難解、缺乏研究的難題，主要原因是缺乏檔案日期。該部隊第1志願團的檔案由約納斯·切斯納上尉保存，他在二戰結束後移民至美國。:144-150立陶宛自蘇聯獨立後，切斯納上尉將檔案移交給弗拉達斯·卡茲勞斯卡斯，卡茲勞斯卡斯也曾在祖國保衛軍服役，寫了幾本相關主題的書籍。然而，這些著作雜亂無章、自相矛盾，相關檔案仍有待學者研究。:144-150第2志願團的檔案則未留存於世，因此後人對該團情況所知甚少。
祖國保衛軍是在德軍組織日趨混亂的狀況下，由立陶宛人主動組織而成。它的戰略目標和立陶宛國土防衛軍相同，但實際上未受德軍直接控制。每個祖國保衛軍新兵入伍時都需簽署誓約，宣誓保衛祖國、打擊布爾什維克主義，但隻字未提納粹德國。:144-150立陶宛歷史學家則認為，祖國保衛軍是立陶宛人民重建軍隊、為立陶宛而戰的嘗試之一。